# Dermatocarpon polyphyllizum
Dermatocarpon polyphyllizum är en lavart som först beskrevs av William Nylander och som fick sitt nu gällande namn av Blomb. & Forssell. 
Dermatocarpon polyphyllizum ingår i släktet Dermatocarpon och familjen Verrucariaceae.  Arten är reproducerande i Sverige. Inga underarter finns listade i Catalogue of Life.